# Chapeleiro Maluco
Chapeleiro Louco, muitas vezes chamado por  Chapeleiro Maluco ou apenas como Chapeleiro (em inglês:  Mad Hatter), é o personagem criado pelo escritor Lewis Carrol para o livro Alice no País das Maravilhas (Alice in Wonderland).
Ele é geralmente retratado como um homem baixo, com uma cartola grande e uma carta na faixa que o envolve, estando sempre acompanhado da Lebre de Março, um coelho falante.
O Chapeleiro surge numa parte em que ele e a Lebre convidam Alice para beber chá.

## Origem do nome
O nome "Chapeleiro Maluco" foi baseado na frase "Maluco por ser um chapeleiro", por isso a tradução mais adequada deveria ser "Chapeleiro Maluco" em vez de "Chapeleiro Louco". Há certas incertezas quanto a origem.
 Antigamente, Mercúrio era utilizado no processo de confecção de alguns chapéus, não sendo possível evitar a inalação desses vapores. Chapeleiros frequentemente sofriam de intoxicação, causando problemas neurológicos, incluindo desordem na fala e visão distorcida; Não era incomum aos chapeleiros aparentarem perturbados e mentalmente confusos; muitos morriam cedo como resultado desta grave intoxicação.

## Outras mídias
Ele é lembrado por sua adaptação no filme de Walt Disney baseado no livro original.
E também pelo Chapeleiro Louco que aparece nos quadrinhos de Batman.
Em 2010 foi interpretado por Johnny Depp no filme Alice in Wonderland, de Tim Burton.
Na série Once Upon a Time, o chapeleiro é um dos personagens que habita Storybrooke após a Rainha Má lançar uma maldição sobre a Floresta Encantada(também conhecido como Misthaven). Assim como Regina(Rainha Má) e Sr. Gold(Rumplestiltskin) ele se lembra de tudo de antes da maldição. Na série, ele é interpretado por Sebastian Stan.
No seriado Ever After High, o chapeleiro tem uma filha chamada Madeline Hatter e gerencia a Loja de Chá do Chapeleiro Maluco.